# Santiago (Norte de Santander)
Santiago é um município da Colômbia, localizado no departamento de Norte de Santander.